# Like an Everflowing Stream
Like an Everflowing Stream debitanski je studijski album švedskog death metal sastava Dismember. Diskografska kuća Nuclear Blast Records objavila ga je 28. svibnja 1991.

## Pozadina
Naslov albuma se može odnositi na biblijsku knjigu Amosa 5:24, "Nego sud neka teče kao voda i pravda kao silan potok." Za pjesmu "Soon to Be Dead" snimljen je i spot. Jer Karmageddon Records posjeduje prava na album, album nije bio ponovo objavljen kao digipack 2005. kao što su drugi albumi (osim albuma Where Ironcrosses Grow). Diskografska kuća Regain Records ponovno objavila digipack verzije i također remasterirane albume dok je Karmageddon izdao vjernu kopiju izdanja iz 1996. Nuclear Blasta s dvjema dodatnim pjesmama.
Nicke Andersson, bubnjar sastava Entombed svirao je solo gitaru na svim pjesmama osim sola na pjesmi "Override of the Overture" koji svirao je David Blomqvist.

## Popis pjesama
Tekstovi i glazba: Matti Kärki i Fred Estby. 
| 1.    | »Override of the Overture« | 5:15 |
| 2.    | »Soon to Be Dead«          | 1:55 |
| 3.    | »Bleed for Me«             | 3:20 |
| 4.    | »And So Is Life«           | 3:11 |
| 5.    | »Dismembered«              | 5:54 |
| 6.    | »Skin Her Alive«           | 2:15 |
| 7.    | »Sickening Art«            | 3:55 |
| 8.    | »In Death's Sleep«         | 5:21 |
| 31:06 |                            |      |

| Bonus pjesme na reizdanju iz 1996. | Bonus pjesme na reizdanju iz 1996. | Bonus pjesme na reizdanju iz 1996. | Bonus pjesme na reizdanju iz 1996. | Bonus pjesme na reizdanju iz 1996. | Bonus pjesme na reizdanju iz 1996. | Bonus pjesme na reizdanju iz 1996. | Bonus pjesme na reizdanju iz 1996. | Bonus pjesme na reizdanju iz 1996. | Bonus pjesme na reizdanju iz 1996. |
| Br.                                | Skladba                            | Trajanje                           |                                    |                                    |                                    |                                    |                                    |                                    |                                    |
| ---------------------------------- | ---------------------------------- | ---------------------------------- | ---------------------------------- | ---------------------------------- | ---------------------------------- | ---------------------------------- | ---------------------------------- | ---------------------------------- | ---------------------------------- |
| 9.                                 | »Deathevocation«                   | 4:45                               |                                    |                                    |                                    |                                    |                                    |                                    |                                    |
| 10.                                | »Defective Decay«                  | 4:03                               |                                    |                                    |                                    |                                    |                                    |                                    |                                    |
| 39:54                              |                                    |                                    |                                    |                                    |                                    |                                    |                                    |                                    |                                    |

| Bonus pjesme na reizdanju iz 2005. | Bonus pjesme na reizdanju iz 2005. | Bonus pjesme na reizdanju iz 2005. | Bonus pjesme na reizdanju iz 2005. | Bonus pjesme na reizdanju iz 2005. | Bonus pjesme na reizdanju iz 2005. | Bonus pjesme na reizdanju iz 2005. | Bonus pjesme na reizdanju iz 2005. | Bonus pjesme na reizdanju iz 2005. | Bonus pjesme na reizdanju iz 2005. |
| Br.                                | Skladba                            | Trajanje                           |                                    |                                    |                                    |                                    |                                    |                                    |                                    |
| ---------------------------------- | ---------------------------------- | ---------------------------------- | ---------------------------------- | ---------------------------------- | ---------------------------------- | ---------------------------------- | ---------------------------------- | ---------------------------------- | ---------------------------------- |
| 9.                                 | »Deathevocation«                   | 4:45                               |                                    |                                    |                                    |                                    |                                    |                                    |                                    |
| 10.                                | »Defective Decay«                  | 4:03                               |                                    |                                    |                                    |                                    |                                    |                                    |                                    |
| 11.                                | »Torn Apart«                       | 4:43                               |                                    |                                    |                                    |                                    |                                    |                                    |                                    |
| 12.                                | »Justifiable Homicide«             | 3:17                               |                                    |                                    |                                    |                                    |                                    |                                    |                                    |
| 47:45                              |                                    |                                    |                                    |                                    |                                    |                                    |                                    |                                    |                                    |

## Recenzije
Moderne recenzije albuma Like an Everflowing Stream bio je pozitivne. Phil Freeman sa stranice AllMusic, dodijelio je albumu pet od pet zvjezdica te nazvao je "jedan od ključnih dokumenata švedske death metal scene ranih 90-ih." Adam McCann sa stranice Metal Digest izjavio je da "Uz Entombed, Grave i Unleashed, ovaj debitanski album nije samo pomogao postaviti švedski death metal na kartu, uzeo je zastavu i probio je kroz beživotno tijeko, otkrivški plavo i žuto. Za mnoge fanovi Dismembera, Like an Everflowing Stream često se smatra ne samo njihovom omiljenkm album Dismembera, već i jednim od najboljih death metal albuma svih vremena."

## Zasluge
| Dismember - Matti Kärki – vokal - David Blomqvist – ritam gitara, solo gitara (na pjesmi "Override of the Overture") - Robert Sennebäck – ritam gitara - Richard Diamon – bas-gitara - Fred Estby – bubnjevi, produkcija, miks, aranžmani Dodatni glazbenici - Nicke Andersson – solo gitara (pjesme 2. – 8.), logotip sastava | Ostalo osoblje - House of Kicks Design – umjetnički smjer - Michael "Mike" Trengert – fotografije - Gottfried Järnefors – fotografije - Tomas Skogsberg – produkcija, inženjer zvuka, miks - Dan Seagrave – naslovnica albuma |